# Lophocoryza
Lophocoryza is een geslacht van kevers uit de familie van de loopkevers (Carabidae). De wetenschappelijke naam van het geslacht is voor het eerst geldig gepubliceerd in 1941 door Alluaud.

## Soorten
Het geslacht Lophocoryza omvat de volgende soorten:
- Lophocoryza araticeps (Fairmaire, 1892)
- Lophocoryza sechellensis Basilewsky, 1973
- Lophocoryza vadoni Alluaud, 1941